# Índia clàssica
L'Índia a l'època clàssica ja fou esmentada per Heròdot, però el seu coneixement restà reduït fins que fou visitada per Alexandre el Gran i fou descrita pels escriptors grecs de la seva època i posteriors i pels geògrafs romans.

## Estats, pobles i ciutats de l'Índia a l'època clàssica durant la conquesta d'Alexandre el Gran
- Peucelaotis (Puskkalávati)
- Nicaea
- Bucephala
- Glaucanitae
- Sibae o Sibi
- Daetichae
- Nanichae
- Prasiaca
- Mandalae, capital Palibothra, segurament Pataliputra o Patna
- Surasenae
- Methora (ciutat)
- Clisobra (ciutat)
- Prasii
- Cocconagae
- Sabârae
- Salaceni
- Drillophyllitae
- Adeisathri, capital Sagida (probablement Sohagpur),
- Bolingae.
- Sandrabatis
- Gymnosophistae
- Caspeiraei amb la ciutat sagrada de Modura
- Phyllitae
- Gondali
- Sorae capital Sora
- Brachmani Magi
- Ambastae
- Bettigi o Bitti
- Tabassi

## Història
El Panjab tenia una monarquia amb seu a Tàxila (actual Manikyala o molt propera) el rei de la qual és anomenat Tàxiles, però que és també esmentat com Mophis i Omphis. Al sud estava el regne de Porus (probablement Paurava) que estava en guerra amb Tàxiles. Alexandre va reconciliar als dos reis i va estendre els dominis de Porus a la regió entre l'Hidaspes i el Acèsines. Alexandre va rebre una ambaixada d'Abisaris (Abhisara) que probablement governava al sud de Caixmir i estava en guerra amb els Malli, Oxydracae i el poble del Baix Panjab però Alexandre va confirmar a Abisaris la possessió dels seus dominis i va nomenar a Filip sàtrapa del país dels Malli i Oxydracae i a Pytho sàtrapa de la terra entre l'Indus i l'Acèsines d'un costat i la mar de l'altra. Oxyarces fou nomenat sàtrapa de la regió de Paropamisadae (Hindu Kush occidental).
Porus fou mort pel macedoni Eudamos el 317 aC i Sandrocotos rei dels prasis es va revoltar i va establir el domini dels Prasii. Sandrocotos ja era rei el 312 aC quan Seleuc va conquerir Babilònia i va lluitar contre el macedoni però després va fer un pacte amb ell, rebent Aracòsia, Gedròsia i les regions del Paropamisadae (amb un enllaç matrimonial). Sandracotos fou succeït per Amitròkates (Amitraghátas), que va romandre aliat dels selèucides. Les guerres amb els parts van afavorir el sorgiment a Bactriana i altres territoris del regne hindú-grec sota Menandre, Apol·lodot, Eucràtides i altres.
En temps d'Antíoc III el Gran, aquest rei va fer una expedició a l'Índia on apareix el rei Sophagasenus probablement rei dels prasii.
El regne hindú-grec fou liquidat pràcticament pels escites (sakes) que tenien per capital Minnagara el 136 aC. Els escites foren expulsats el 56 aC per Vikramaditya, que va establir la dinastia Ksatrapa amb capital a Ujjain.